# Peugeot 307 WRC
De Peugeot 307 WRC is een rallyauto, gebaseerd op de Peugeot 307 (CC versie) en ingedeeld in de World Rally Car categorie, die door Peugeot werd ingezet in het Wereldkampioenschap Rally, tussen het seizoen 2004 en 2005.
De auto volgde de succesvolle 206 WRC op, maar kon de resultaten ervan niet evenaren. De auto won met kopman Marcus Grönholm in twee jaar slechts drie WK-rally's, en constructeurs- en rijderstitels bleven uit. De auto was ook betrokken bij het fatale ongeluk van Markko Märtin in Groot-Brittannië 2005, waarbij zijn navigator Michael Park om het leven kwam. Peugeot trok zich na 2005 als officieel fabrieksteam terug uit het WK Rally.

## Specificaties
| Peugeot 307 WRC       | Peugeot 307 WRC    | Peugeot 307 WRC                      |                                | Peugeot 307 WRC Evo 2 | Peugeot 307 WRC Evo 2 | Peugeot 307 WRC Evo 2 |
| Carrosserie           | Merk               | Peugeot                              | =                              |                       |                       |                       |
| Carrosserie           | Type               | 307 WRC                              | 307 WRC Evo 2                  |                       |                       |                       |
| Carrosserie           | Body               | Monocoque, 3-deurs                   | =                              |                       |                       |                       |
| Carrosserie           | Materiaal          | Staal                                | =                              |                       |                       |                       |
|                       |                    |                                      |                                |                       |                       |                       |
| Afmetingen en gewicht | Lengte             | 4344 mm                              | =                              |                       |                       |                       |
| Afmetingen en gewicht | Breedte            | 1770 mm                              | 1800 mm                        |                       |                       |                       |
| Afmetingen en gewicht | Hoogte             | 1370 mm                              | =                              |                       |                       |                       |
| Afmetingen en gewicht | Wielbasis          | 2610 mm                              | =                              |                       |                       |                       |
| Afmetingen en gewicht | Gewicht            | 1230 kg                              | =                              |                       |                       |                       |
|                       |                    |                                      |                                |                       |                       |                       |
| Technisch             | Motor              | 2-liter, 4 cilinder, 16-valve        | =                              |                       |                       |                       |
| Technisch             | Motor positie      | Voor, transvers                      | =                              |                       |                       |                       |
| Technisch             | Capaciteit         | 1997 cc                              | =                              |                       |                       |                       |
| Technisch             | Boring × Slag      | 85 × 88                              | =                              |                       |                       |                       |
| Technisch             | Ventielen per cil. | 4                                    | =                              |                       |                       |                       |
| Technisch             | Nokkenas           | dohc                                 | =                              |                       |                       |                       |
| Technisch             | Vermogen           | 300 Pk/5250 tpm                      | =                              |                       |                       |                       |
| Technisch             | Max. koppel        | 580 Nm/3500 tpm                      | =                              |                       |                       |                       |
| Technisch             | Verbranding        | -                                    | -                              |                       |                       |                       |
| Technisch             | Transmissie        | 4- of 5-versnellingsbak, sequentieel | 5 versnellingsbak, sequentieel |                       |                       |                       |
| Technisch             | Aandrijving        | 4WD                                  | =                              |                       |                       |                       |
| Technisch             | Ophanging          | McPherson                            | =                              |                       |                       |                       |